# Wedge Tomb von Lissalondoon

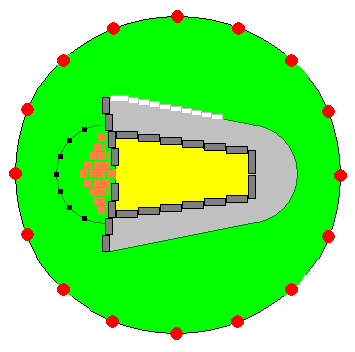
Prinzipskizze Wedge Tomb am Beispiel von Island

Das Wedge Tomb von Lissalondoon (irisch Lios an Londúnaigh) liegt südlich des Flusses Dooyertha (irisch: An Dúghiortach) und westlich der Straße R349 von Loughrea nach Athenry im County Galway in Irland. Wedge Tombs (deutsch „Keilgräber“), früher auch „wedge-shaped gallery grave“ genannt, sind doppelwandige, ganglose, mehrheitlich ungegliederte Megalithanlagen der ausgehenden Jungsteinzeit.

## Beschreibung
Das kleine, versteckt gelegene nordost-südwest-orientierte Keilgrab besteht aus einer Kammer, die von einem 1,8 m langen, 1,1 m breiten und 0,4 m dicken Deckstein bedeckt ist. Die Platte ruht auf zwei Seitensteinen auf der Nord- und einem Seitenstein auf der Südseite. Die Struktur befindet sich in der Mitte eines mit Gras bedeckten Hügels von etwa 6,0 m Durchmesser.